# Caretas
Caretas är en veckotidning som publiceras i Lima (Perú), och är känd för sin undersökande journalistik. Tidningen grundades 1950 av Doris Gibson och  Francisco Igartua. 

## Historia
I mitten av 1950-talet återvände Enrique Zileri, son till Doris Gibson, från Europa för att börja på Caretas. En tid därefter lämnade Igartua tidningen och Zileri gick in som vicedirektör vid tidningen. Från att under några år ha varit en månadstidning, förvandlades Caretas till en tidning som gavs ut varannan vecka och sedan, från 1979, till en tidning som ges ut varje vecka. 
Tidningen kommer ut på torsdagar. Artiklarna i Caretas är inriktade på att analysera de aktuella händelserna i Peru: från statskupper (den grundades under Manuel Odrías regim), korruptionsskandaler, presidentval, det politiska våldet som skakade Peru, till passionsbrott och sport. På den första omslagssidan i färg framträdde den peruanska modellen Gladys Zender, som kom att bli den första latinamerikanska som valdes till Miss Universum (1957). 
Sedan mitten av 1980-talet följer Caretas det mönster som skapades av tidskriften Time Magazine och väljer en Årets man (av tidningen kallat ”Uthållighetspriset” (Premio a la Resistencia) i decembernumret. Gibson, som hade gått från att vara direktör till styrelseordförande lämnade i början av 1990-talet ledningen till Zileri på grund av sin höga ålder.

## Dagens Caretas
År 2005 startade Caretas en andra tidskrift, Ellos&Ellas, utgiven och distribuerad gratis tillsammans med tidningen. Journalistiken i Ellos & ellas täcker det sociala livet, hälsan och modet i staden Lima. 
Zileri tog över som styrelseordförande i november 2007 när Caretas publicerade sitt 2000:e nummer. Han utsåg sin son, Marco Zileri Dougall, till ny direktör. Denne hade redan 30 års journalisterfarenhet.
Under årens lopp, har journalisterna vid Caretas fått ett tjugotal viktiga utmärkelser, de flesta internationella, och andra journalister som övergett tidningen har fått utmärkelser såväl i Peru som i utlandet.

## Journalister som för närvarande arbetar för Caretas
- Jaime Bedoya
- Enrique Chávez
- Gustavo Gorriti

## Journalister som arbetat för Caretas
Listan är lång, men bland de främsta finns:
- Fernando Ampuero
- César Hildebrandt

## Utmärkelser
- Enrique Zileri, Styrelseordförande vid Caretas , utses den 15 oktober 2010 till hedersdoktor [död länk] av la Pontificia Universidad Católica del Perú.
- Tidningens direktör, Enrique Zileri, var direktör vid Instituto Internacional de la Prensa (1988-1990) och direktör för Peruanska pressrådet (”Consejo de la Prensa Peruana”).[3]
- Enrique Zileri fick Knight International Press Fellowship Award 1998, ett pris som Centro Internacional de Periodistas de Washington utdelar för excellens inom yrket.

## Några händelser
- Willy Retto, fotograf vid "The Observer", lyckades innan han dog tillsammans med sju andra journalister, ta fotografier som gjorde att man kunde klarlägga morden vid Ucchuracay (1983). Filmrullen med bilderna kom månader efteråt till Caretas kontor genom en anonym källa.
- Ex-presidenten Alberto Fujimori liknade någon gång Caretas vid "en sten i skon".
- Pedro Salinas, en känd journalist vid tidningen, skrev sin bok Rajes del Oficio 2 att "tala om Enrique Zileri är att tala om Caretas. Och viceversa. Kort sagt, Caretas och Zileri är samma sak".[4]